# Michał Karwan
Michał Karwan (ur. 7 lutego 1979 w Gliwicach) – polski piłkarz, grający na pozycji obrońcy.
Dysponujący dobrymi warunkami fizycznymi (192 cm wzrostu i 83 kg wagi) zawodnik swoją karierę rozpoczynał w sezonie 1996/1997 występując w zespole Tomasovia Tomaszów Lubelski. Następnie występował w GKS-ie Katowice, ponownie w Tomasovii Tomaszów Lubelski, Rozwoju Katowice, Świcie Nowy Dwór Maz. i Górniku Zabrze. Przed sezonem 2005/2006 przeniósł się do Cracovii. na początku sezonu 2009/2010 powrócił do Górnika Zabrze. W polskiej ekstraklasie debiutował 9 sierpnia 2003 w spotkaniu Górnika Zabrze z Lechem Poznań. Na pierwszoligowych boiskach rozegrał dotychczas 105 spotkań, w których strzelił 1 bramkę (stan na 7 czerwca 2009).
Jest kuzynem Bartosza Karwana, byłego reprezentanta Polski i bratem Piotra Karwana, piłkarza Wisły Płock.